# مكناسة (ميكس)
مكناسة هي إحدى مشيخات المملكة المغربية، تتبع جغرافيا لإقليم مولاي يعقوب وإداريًا لميكس. يقدر عدد سكانها بـ 6773 نسمة حسب الإحصاء الرسمي للسكان والسكنى لسنة 2004.